# قره تپه شاهجرد
قره تپه شاهجرد مربوط به دوره سلجوقیان - دوره ایلخانی است و در روستای شاهجرد واقع شده و این اثر در تاریخ ۱۷ اسفند ۱۳۸۱ با شمارهٔ ثبت ۷۶۹۷ به‌عنوان یکی از آثار ملی ایران به ثبت رسیده است.